# Teleférico do Garajau

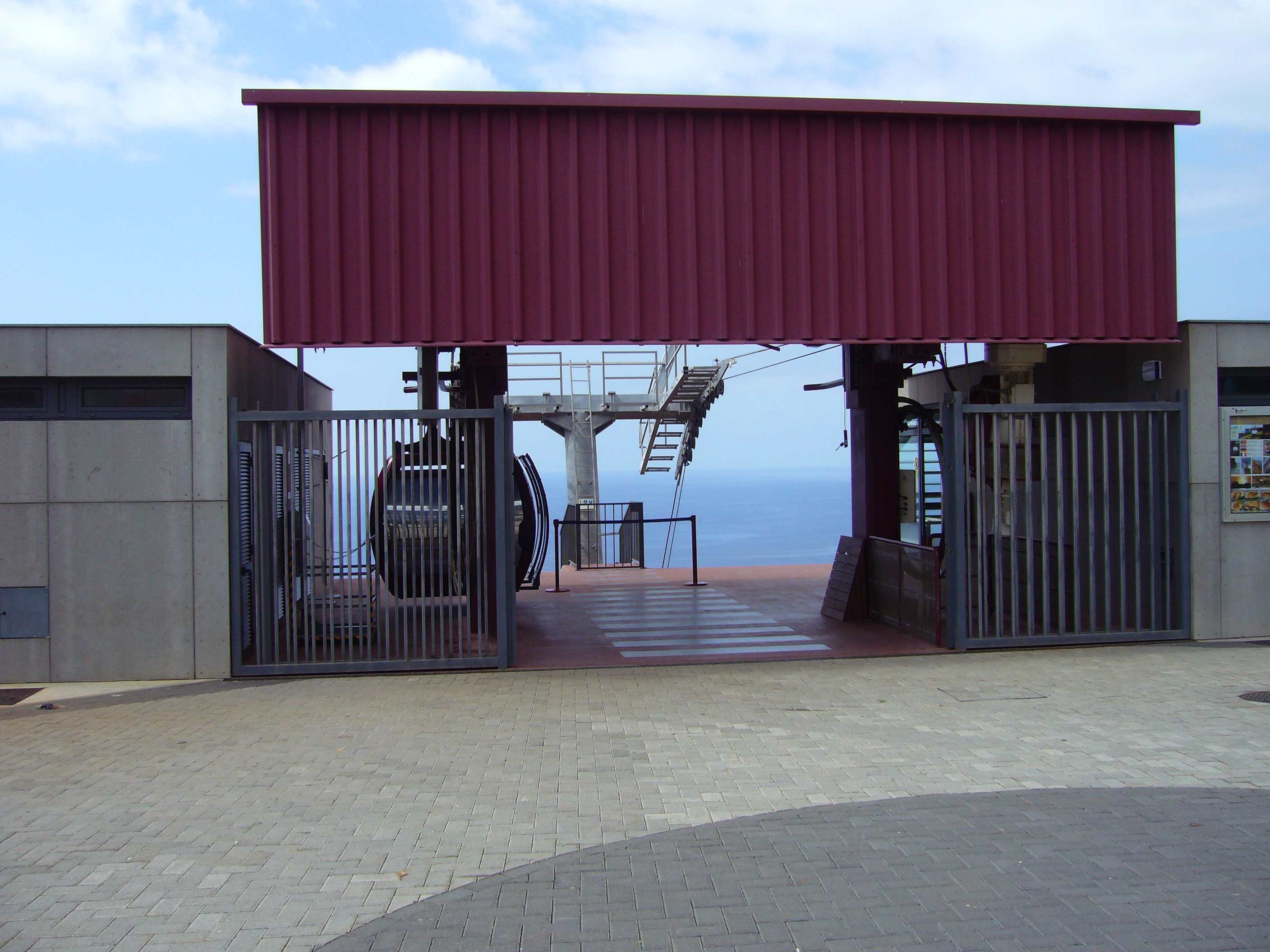
Terminal superior do Teleférico do Garajau.

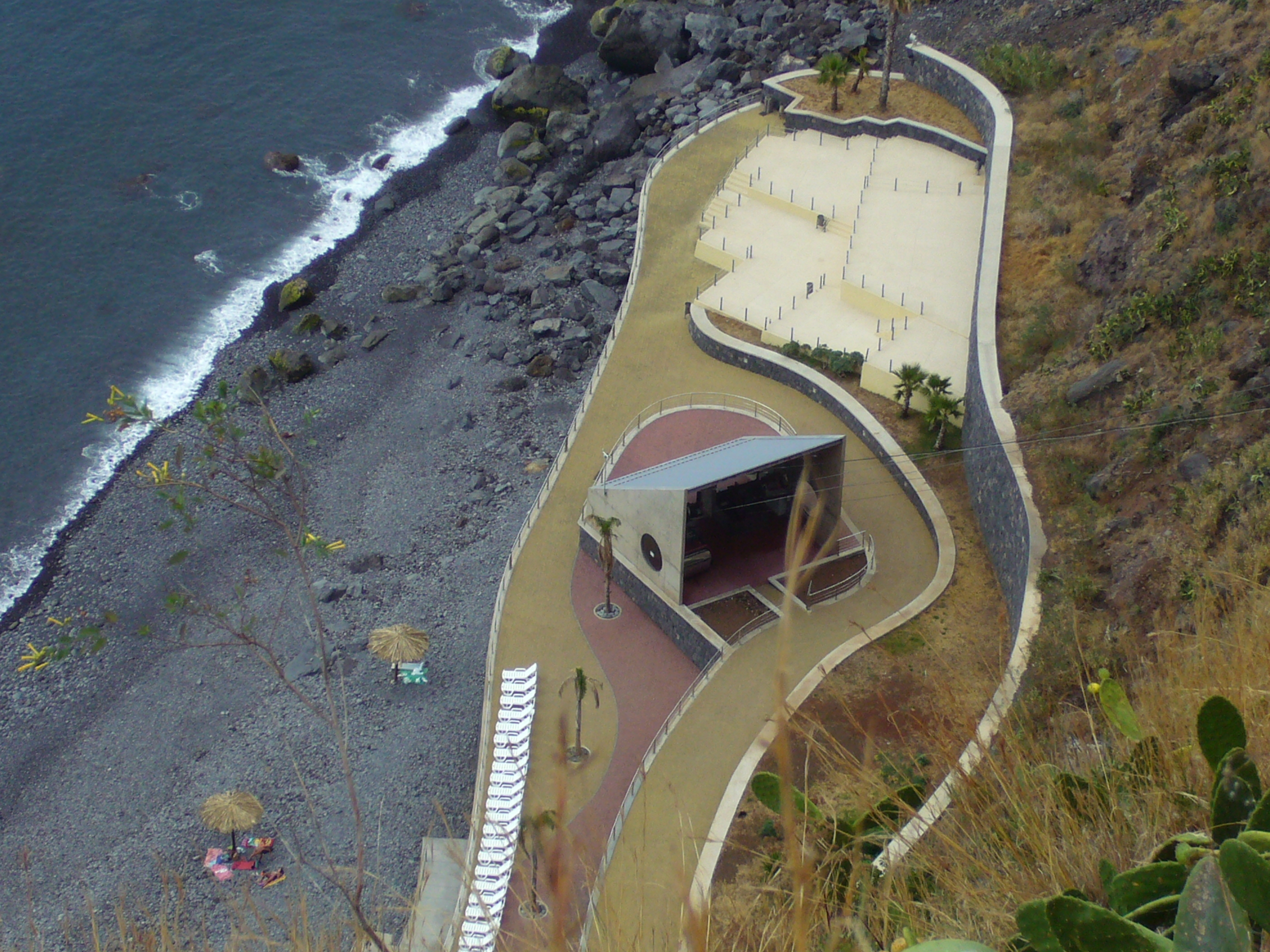
Terminal inferior do Teleférico do Garajau.

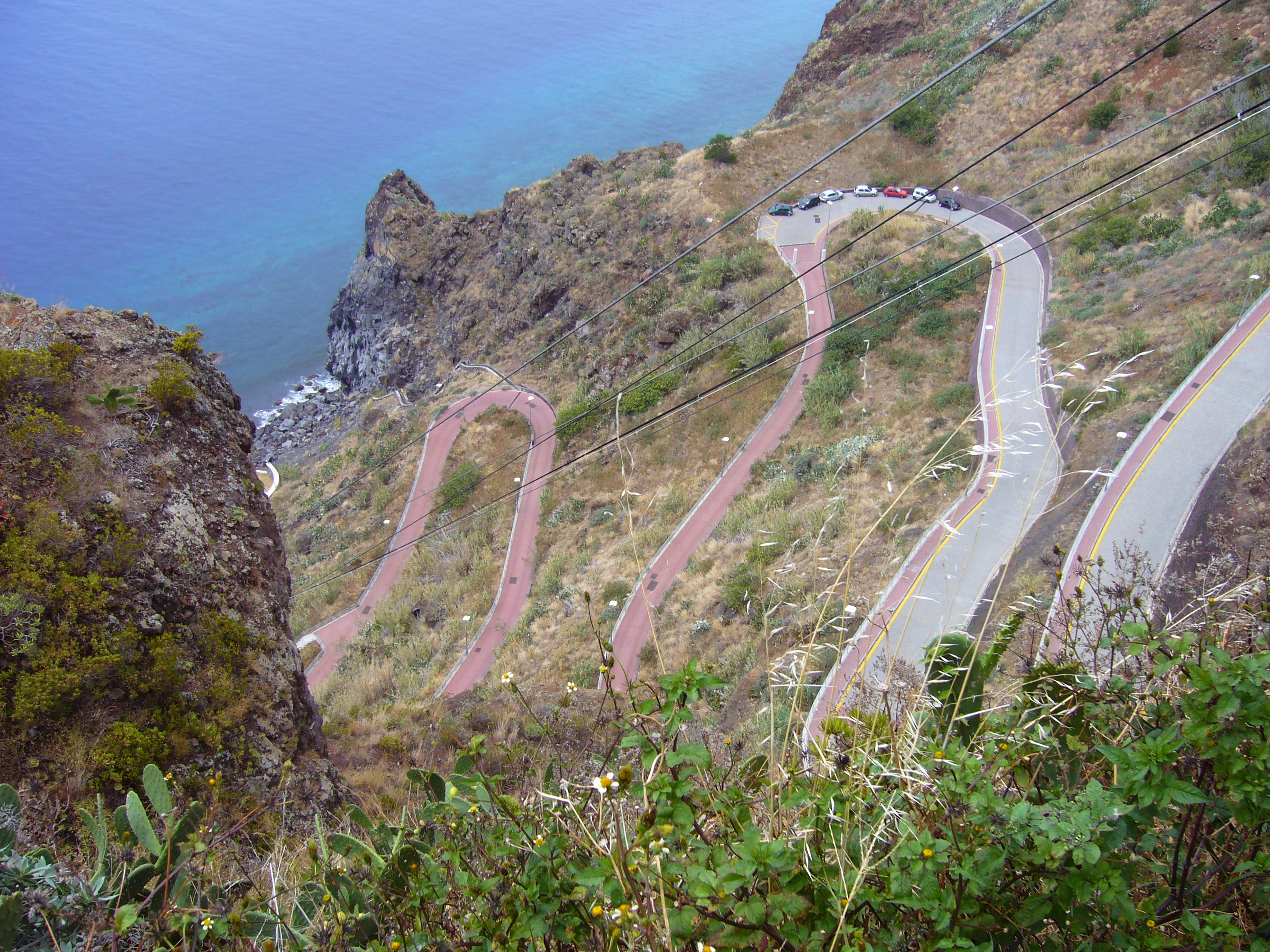
Ligação à praia por via terrestre.

O teleférico do Garajau liga do Cristo Rei à praia da Ponta do Garajau, freguesia do Caniço, em Santa Cruz, ilha da Madeira, Portugal. O teleférico do Garajau foi inaugurado no dia 22 de Abril de 2007.